# Çavdır (district)
Çavdır is een Turks district in de provincie Burdur en telt 13.072 inwoners (2007). Het district heeft een oppervlakte van 483,2 km². Hoofdplaats is Çavdır.
De bevolkingsontwikkeling van het district is weergegeven in onderstaande tabel.
| 1997   | 2000   | 2007   |
| ------ | ------ | ------ |
| 14.674 | 15.584 | 13.072 |